# Saxifraga dongwanensis
Saxifraga dongwanensis är en stenbräckeväxtart som beskrevs av H.Chuang. Saxifraga dongwanensis ingår i Bräckesläktet som ingår i familjen stenbräckeväxter. Inga underarter finns listade i Catalogue of Life.